# خالد كاديروف
خالد كاديروف أو قادروف (الروسية: Халид Хож-Баудиевич Кадыров) (19 أبريل 1994 بروسيا - ) هو لاعب كرة قدم روسي في مركز الهجوم. لعب مع تيريك غروزني.

## روابط خارجية
- خالد كاديروف على موقع إي إس بي إن إف سي (الإنجليزية)
- خالد كاديروف على موقع قاعدة بيانات كرة القدم.إي يو (الإنجليزية)
- خالد كاديروف على موقع Soccerway.com (الإنجليزية)
- خالد كاديروف على موقع عالم كرة القدم.نت (الإنجليزية)